# Vetenskapsteori
Vetenskapsteorin är den gren av filosofin som diskuterar dels sådana begrepp som är gemensamma för olika vetenskaper, dels olika specialvetenskaper.
Ett förslag till definition av termen "vetenskapsteori", baserad på den föreslagna definitionen av termen filosofi, lyder: "Vetenskapsteori innebär diskussion om vetenskap utan referenser till empiriskt underlag".
När det gäller begrepp som är gemensamma för de olika vetenskaperna gränsar vetenskapsteorin till mer generella filosofiska områden, framför allt epistemologi och metafysik. Vetenskapsteorin ställer till exempel epistemologiska frågor om den vetenskapliga kunskapens natur, som huruvida vetenskap är en rationell verksamhet, som ger oss tillförlitlig kunskap om världen och i vilken grad vetenskapen är påverkad av olika ideologier eller kulturer. Man ställer även mer metafysiska frågor, som exempelvis vad naturlagar är och huruvida världen är deterministisk.
Ett annat centralt vetenskapsteoretiskt område handlar om vetenskaplig förklaring: vad innebär det att vetenskapen förklarar något, och vad kännetecknar en vetenskaplig förklaring? Vetenskapsteoretiker diskuterar även det så kallade demarkationsproblemet, som behandlar vad som skiljer vetenskap från icke-vetenskap, pseudovetenskap och religion.
Till vetenskapsteorin brukar man även räkna de filosofiska problem hos de olika specialvetenskaperna. Det finns till exempel biologins filosofi och fysikens filosofi. Ett stort område inom vetenskapsteorin berör samhällsvetenskapens och humaniorans vetenskapsteori. Bör dessa vetenskaper efterlikna naturvetenskapen, eller finns det en speciell metod för dessa? Skiljer sig kunskap om människors verksamhet från kunskaper om naturfenomen? Ett annat omdiskuterat område behandlar de sociala institutionernas natur och kretsar kring begreppen sociala fakta och sociala konstruktioner. Oftast används termen vetenskapsfilosofi synonymt med vetenskapsteori, men vissa motsätter sig detta . Vid Sveriges två institutioner i vetenskapsteori bedrivs förutom vetenskapsfilosofi även rent empirisk verksamhet som vetenskapshistoria och vetenskapssociologi.
Några av de senaste decenniernas mest inflytelserika vetenskapsteoretiker är Karl Popper, Paul Feyerabend, Thomas Samuel Kuhn och Imre Lakatos. Värdet av vetenskapsteori, menar Einstein, ligger i dess förmåga att frigöra forskarens föreställningsvärld. 

## Vetenskapsteorins historia
Vetenskapsteorins historia börjar med försokraterna som var de första, som ställde frågor om världen och gav svar på dessa som inte motiverades utifrån religion, mytologi och annan vidskepelse. Genom att ta fram teorier om världen och dess samband som inte blandade in övernaturliga förklaringar och sedan utsätta dem för kritik, granskning och diskussion utvecklades det vetenskapliga arbetssättet och man kan på god grund säga att det var då vetenskapen, som vi känner den, startade även om man tidigare sysslat med problem i fysik och matematik. I matematiken kan det nya synsättet beskrivas så att då man tidigare var nöjd med att man fått fram en formel för att bygga ett altare eller dela upp en vinst, så var nu beviset för formeln viktigt. Att filosofin börjar med Thales som menade att allt bestod av vatten kan ha avskräckt en och annan student, men den metod som användes, att ta fram en djärv hypotes och utsätta den för skarp kritik så att en bättre hypotes kan uppstå ur spillrorna, skulle komma att visa sig vara den grund som byggde den västliga civilisationen med dess vetenskap och teknologi.
Det deduktiva vetenskapsidealet har sin början i Euklides Elementa där han beskriver hur man ur ett fåtal antaganden som är uppenbara för var och en kan härleda mängder av satser i geometrin som var och en kan härledas tillbaka till grunden. Euklides geometri kom att innebära en stor intellektuell upplevelse om sann och ren vetenskap för många unga intellektuella som genom århundraden försökt att förverkliga deduktiva system på andra områden än geometrin. Ett exempel på politikens område är Thomas Hobbes Leviathan.
Francis Bacon var måhända den första mer renodlade vetenskapsteoretikern. I hans viktigaste vetenskapsteoretiska verk ger Bacon många argument för att gå metodiskt till väga i vetenskaplig verksamhet. Den metod han själv förespråkar är induktion. Bacons induktion är mer komplicerad och nyanserad än sitt rykte, men det är inte helt oförskyllt som Popper använt honom som modell för "Den naive induktivisten". Novum Organum, samt den mer skönlitterära Nya Atlantis, innehåller många beskrivningar av de tekniska och samhälleliga landvinningar som kan nås om man ägnar tid och kraft åt vetenskapen och använder sig av metod. Bacons egen metod, induktionen, har fått dåligt rykte och används inte i den form han beskrev, däremot har vetenskaplig metod kommit att genomsyra vetenskapligt arbete, de flesta universitetsutbildningar har en eller flera kurser i vetenskaplig metod, och vetenskapen har också bidragit till en teknisk utveckling som givit sjukvård och andra tekniker som vi skulle ha svårt att klara oss utan. Bacons stora dröm om en metod som är så utförlig att den kräver varken intelligens eller kreativitet hos utövaren har dock inte uppstått, inte heller gick det att ta fram all nödvändig vetenskap på några år som han trodde att det skulle gå.
Den brittiska empirismen bebådades av Francis Bacon men grundlades av John Locke som menade att all kunskap kom från sinneserfarenheter, utvecklades av George Berkeley som argumenterade för att endast sinnesimpressioner existerar, idealism, och fullbordades av David Hume som fullt ut drog de logiska konsekvenserna av empirismens premisser. En av dessa konsekvenser utmynnar i Humes kritik av orsak-verkanrelationen som leder till en stark kritik av induktion som en del av den vetenskapliga metoden. I och med att det inte finns något direkt logiskt samband mellan orsak och verkan och genom att det inte finns någon sinneserfarenhet av sambandet mellan orsak och verkan finns det inte någon grund för att säga att orsak följer efter verkan annan än vanan. Av iakttagelsen att en hund kommer på sin ägares kommando ett stort antal gånger, kan man inte dra slutsatsen att den alltid kommer då den kommenderas, och inte heller att dess ankomst alltid beror på att den har blivit kommenderad. Det ökande intresset för komplexitet i dagens forskning innebär, att frågan om induktion eller deduktion blivit mindre aktuell. Varje iakttagelse skulle kunna sättas in i, eller härledas ur, flera teorier. Problemet för forskaren är att genom en intuitiv process bestämma sig för vilka teorier som är relevanta för just henne, och hon får räkna med en fruktbar kritisk granskning av sina val.
Nittonhundratalets vetenskapsteori kan sägas ha sin början redan i slutet av artonhundratalet med Gottlob Frege. Frege behövde att exaktare språk än tyska för att kunna arbeta med komplicerade matematiska bevis. För att lösa detta skapade han den moderna symboliska logiken. I nittonhundratalets början kom man till insikt om hur logikens verktyg kunde revolutionera filosofin, det banbrytande exemplet var Bertrand Russell med uppsatsen "On Denoting". I Österrike förenas positivism och logik till logisk positivism, där influenser kommer från den brittiska empirismen och Freges symboliska logik som utvecklats och förmedlats av Bertrand Russell och Ludwig Wittgenstein. De mest berömda logiska positivisterna kan sägas vara Wienkretsen där idag Rudolf Carnap framstår som mest intressant. Wienkretsen är kanske mest berömd för sitt stora motstånd mot all metafysik och de menade att en utsaga om världen som inte kan verifieras är meningslös. Den logiska positivismen kom under nittonhundratalet att utstå mer och mer kritik, i och med att sociologisk och psykologisk forskning fick högre vetenskaplig status, trots att sådan forskning enligt positivistiskt synsätt inte alltid är verifierbar.
Karl Poppers kritik av logisk positivism bygger på att observationssatser är teoriberoende och Popper förnyar David Humes kritik av induktion som vetenskaplig metod. Han presenterar en alternativ vetenskapsteori, som han kallar för kritisk rationalism, men som också benämns falsifikationism. För Popper kan en utsaga om verkligheten godkännas som vetenskaplig om den är möjlig att falsifiera, det vill säga om man kan tänka sig ett experiment vars resultat skulle kunna visa att utsagan var falsk. En utsaga som aldrig skulle gå att falsifiera är inte vetenskaplig.
Thomas Samuel Kuhn för i sin De vetenskapliga revolutionernas struktur in sociala aspekter i vetenskapsteorin. Den logiska positivismen utgick från att vetenskapen kunde logiskt byggas från observationer oberoende av vetenskapens sociala liv. Kuhn menar att sociala aspekter ofta påverkar valet mellan olika vetenskapliga hypoteser och visar med historiska exempel att så ofta varit fallet. Ofta har till exempel nya banbrytande teorier tagits fram av unga forskare som motarbetats av äldre vetenskapsmän som inte ändrar sig oberoende av bevis. Detta beskriver Kuhn på samma gång som han presenterar sin teori för paradigmskifte, som bygger på ett typfall på hur vetenskap ska bedrivas, där normalvetenskap enligt rådande teorier avbryts och går in i ett revolutionärt skede när alltför många anomalier uppträder. Vetenskapen sägs då ha övergått i ett nytt paradigm. Kuhns teori för paradigmskifte var under en period mycket populär, men det idag verkligt bestående bidraget är att han förde in studiet av det sociala i vetenskapsteorin samt att han använde exempel och argument från vetenskapshistoria.
Efter Thomas Samuel Kuhn är vetenskapsteorin inte lika homogen. En huvudfåra förvaltar arvet från den Logisk positivismen, utan dess nackdelar (protokollsatser, verifikationsteori) men med dess fördelar (empirism, logisk noggrannhet), kombinerat med den hypotetisk-deduktiva metoden. Poppers idéer lever och utvecklas, Alan Musgrave och David Miller är de två intressantaste nutida popperianerna. Historiska argument är vanliga och i många länder är det vanligt med avdelningar för vetenskapsteori och vetenskapshistoria skilda från avdelningarna för filosofi. Studier av de sociala aspekterna av vetenskap och forskning lever och frodas. Feministiskt grundad vetenskapsteori är ett utskott på vetenskapsteorins träd. En trend inom vetenskapsteorin är ett ökat fokus på specialvetenskapernas filosofi, till exempel biologins filosofi, matematikens filosofi eller kvantmekanikens vetenskapsfilosofiska problem.
En viktig vetenskaplig utveckling sker i dag utifrån en ökande medvetenhet om att en orsak kan ge komplexa verkningar och att en verkan kan ha komplexa orsaker. Komplexitetsforskningen kan härledas till Henri Poincaré, som i nittonhundratalets början presenterade en matematisk lösning av trekropparsproblemet, d.v.s. hur man kan beräkna rörelser hos tre himlakroppar som alla påverkar varandra genom gravitation och centrifugalkraft. Detta anses utgöra början av kaosforskningen (enkelt uttryckt, studiet av dynamiska system vars komponenter påverkar varandra och systemet på ett icke-lineärt sätt). I sådan forskning, numera hellre kallad komplexitetsforskning, är det inte fråga om att välja "rätt" teori, utan snarare att göra ett intuitivt val av de bästa teorierna för att komma "på spåret". Under forskningens gång kan man vara tvungen att modifiera sin strategi. Denna forskning lämpar sig för en tvärvetenskaplig ansats och insatser från olika forskningsdiscipliner i form av ett forskarlag. Studier kring komplexitet och holistisk forskning finns vid bland annat flera franska universitet och vid Santa Fe Institute i USA.

## Inriktningar och frågekomplex

### Vetenskaplig metod
Se huvudartikel: Vetenskaplig metod
Frågor om vetenskaplig metod har diskuterats ända sedan antiken, men tog verklig fart i och med den vetenskapliga revolutionen. Sedan Francis Bacon har en empiristisk grundsyn varit populär, man har samlat och bearbetat fakta istället för att i sin fåtölj sitta och tänka ut hur världen fungerar och hänger ihop, den senare verksamheten brukar vara inspirerad av den filosofiska riktning som kallas rationalism.
Senare har filosofer och vetenskapsmän blivit allt mer övertygade om att endast faktainsamlande och analys av insamlade fakta inte är den bästa metoden, istället menar man ofta att man på sin kammare tar fram en hypotes, som man senare genom experiment prövar mot verkligheten. Ofta kallar men en sådan metod för hypotetisk-deduktiv metod.
Grundad teori och hermeneutik har under 1900-talet vuxit fram som viktiga metoder i vetenskap. Vägen mot accepterad teoribildning går ofta via protovetenskap eller marginalvetenskap.
I metodteori, särskilt inom socialvetenskaperna, skiljer man ofta mellan kvantitativ metodteori och kvalitativ metodteori. Den förstnämnda innehåller ofta insamling av en mängd fakta och sedan analys med statistiska metoder, medan den senare ofta innebär till exempel djupintervjuer eller deltagande observation. I kvalitativ metodteori är vanliga undersökningsmetoder etnografi, fenomenologi, symbolisk interaktionism och etnometodologi.
Förment vetenskaplig frågeställning utan vetenskaplig metod kallas kvasi- eller pseudovetenskap.

### Specialvetenskapernas filosofi
Specialvetenskapernas filosofi är de filosofiska frågor som framkommer i samband med specialvetenskaperna, filosofiska frågor inom matematiken till exempel brukar kallas matematikfilosofi.
Under medeltiden var frågor om religion och om hur man skulle förstå auktoriteter något av det mest centrala för den tidens forskare på universiteten. Filosofin kom därför att handla mycket om Gudsbevis och argumentation, frågorna om hur man kan bevisa Guds existens och hur man kan dra slutsatser av vad kyrkofäderna och antikens filosofer skrivit. Filosofin har alltså genom tiderna funnits till hands och bearbetat de frågor som varit centrala för samtidens intellektuella diskussion. Från den vetenskapliga revolutionen och ända in på 1900-talet har fysik, fysikens filosofi, och matematik, matematikfilosofi, varit de specialvetenskaper som vetenskapsteorin flitigast diskuterat. Under de senaste åren har bland annat biologi och socialvetenskaper blivit allt mer intressant och på samma sätt har vetenskapsteorin fångat upp frågeställningar i dessa områden. Man kan säga om man tidigare ställde många frågor om rum, tid, logicism och intuitionism så samsas idag de frågeställningarna med frågor om medvetande och hjärna, social konstruktion och evolution.

### Sociologiska och antropologiska studier av vetenskap
Nedan beskrivs diskussionen som den i huvudsak sker inom vetenskapsteoretisk kontext samt inom det ämne som på engelska beskrivs STS - Science and Technology Studies. Inom sociologiämnet sker ibland diskussionen delvis parallellt och i andra termer och annat fokus.
De sociologiska och antropologiska studierna av vetenskap kan sägas ha sin början med Thomas Samuel Kuhns berömda bok The Structure of Scientific Revolutions. Den logiska positivismen utgick från att vetenskapen logiskt kunde byggas på observationer oberoende av vetenskapens sociala liv. Kuhn menade i stället att sociala aspekter ofta påverkar valet mellan olika vetenskapliga hypoteser och visar med historiska exempel att så varit fallet. Det har förekommit att nya banbrytande teorier som lagts fram av unga forskare motarbetats av äldre vetenskapsmän som inte ändrat sig trots evidens. Kuhn utarbetar med detta en teori för paradigmskiften. Det bestående är dock främst att han öppnade för att sociala orsaker påverkar utvecklingen av och valet mellan vetenskapliga teorier.
Man kan dela upp vetenskapsteorins syn på det socialas inverkan på vetenskapen i tre huvudgrupper:
1. Den klassiska synen, representerad av till exempel logisk positivism, ser valet mellan vetenskapliga teorier som något som sker på rationell grund, där logik och förnuft är det som avgör valet. Francis Bacon trodde i begynnelsen av den vetenskapliga revolutionen att det gick att skapa en fullständigt logisk vetenskaplig maskin, och om man systematiskt följde metoden skulle vetenskapen växa. Senare vetenskapsteoretiker gjort skillnad mellan framtagandet av en teori och intagandet av teorin till vetenskapen. Kreativitet och olika sociala orsaker kan samverka för att ta fram en teori, men för att tillhöra vetenskapen och i valet mellan teorier som ska tillhöra vetenskapen sker detta endast på, inomvetenskapliga, logiska och rationella grunder.
2. Thomas Samuel Kuhn kan representera en nyansering av de den klassiska synen. Här ser man att sociala, psykologiska och antropologiska aspekter kan påverka valet mellan teorier och att dessa faktorer, vid sidan av logisk-empiriska faktorer, är ett legitimt studieområde för vetenskapsteorin. Man menar att goda teorier har förkastats på grund av de inte varit i överensstämmelse med det omgivande samhällets världsbild, eller på grund av att dess företrädare är unga, kvinnor, eller inte är med i rätt umgängeskrets. Samtidigt menar man att fakta och logik har spelat en viktig roll och att många av de teorier som finns i vetenskapen finns där på grund av att de överensstämmer bättre med verkligheten än andra konkurrerande teorier. Vetenskapssociologien David Bloor benämner den här riktningen det svaga programmet i vetenskapssociologin, även om dess företrädare inte nödvändigtvis beskriver sig så. Man kan generalisera det till att man i det svaga programmet förklarar lyckade val mellan teorier i vetenskapliga termer och mindre lyckade val mellan teorier i utomvetenskapliga termer och på så sätt har en tendens att låta sociologin förklara när vetenskapens inre mekanismer inte fungerat som tänkt.
3. Vetenskapssociologins starka program vill förklara både lyckade och misslyckade val mellan teorier i sociologiska, psykologiska och antropologiska termer. Genom att förklara även lyckade val i sociologiska termer riskerar man att introducera en slags relativism. Om ett lyckat val mellan teorier kan förklaras i sociologiska termer, finns det då något behov av att även förklara i inomvetenskapliga termer? Flera vetenskapsteoretiker av klassisk skolning skulle nog vilja anklaga det starka programmet för att i praktiken förklara val mellan vetenskapliga teorier mer eller mindre endast i sociologiska termer och därmed förlora kontaktytan mellan de vetenskapliga teorierna och den objektiva verkligheten. På samma gång är vetenskapssociologins starka program en av de mest intressanta riktningarna inom studiet av vetenskap och ger viktiga insikter om vetenskapens funktion. Den mest kända företrädaren för det starka programmet är David Bloor.[5]

### Epistemologiska och ontologiska frågor
Vetenskapsteorin ställer ofta klassiska teoretisk filosofiska frågor, men med särskilt fokus på vetenskap.
- Frågor om induktion är ännu levande, detta trots att Karl Popper ansåg sig ha löst problemet.
- Vad är en naturlag?
- Beskriver vetenskapsteorier verkligheten, eller är de endast smidiga verktyg för att göra förutsägelser? Se instrumentalism och pragmatism.
- Vad är en vetenskaplig förklaring?
- Har vetenskapen företräde som metod att nå kunskap före andra metoder att nå kunskap?

### Logik och språklig analys
I början av 1900-talet, då logisk positivism var den största riktningen inom vetenskapsteorin, var det vanligt att anse att filosofin skulle vara vetenskaplig och huvudsakligen ägna sig att utveckla logiken och analysera begrepp för att säkerställa att vetenskapen hade ett exakt användbart språk.
Vetenskapsteorin har idag vidare uppgifter.

### Historiskt inriktad vetenskapsteori
Vetenskapshistoria är på svenska universitet ett delområde av idéhistoria, även om ämnet internationellt allt oftare återfinns på gemensamma institutioner för vetenskapsteori och vetenskapshistoria. 
Vetenskapens historia är för vetenskapsteorin intressant på många sätt. Man kan ta den till hjälp för att:
1. Pröva teorier för vetenskap mot hur vetenskapen historiskt har utvecklats. Frågan om Karl Poppers kritiska rationalism är förenlig med historien är till exempel en levande fråga inom dagens vetenskapsteori.
2. Genom studier av historien ta fram ny teori om hur vetenskapen växer och hur val mellan teorier sker. Så använde Thomas Samuel Kuhn sina kunskaper i vetenskapens historia för att ta fram sin teori för paradigmskifte.
3. Hitta argument för en vetenskapsteoretisk ståndpunkt. Paul Feyerabend använde många argument från historien för att försvara sin idé om vetenskapsteoretisk anarki och för att argumentera mot vetenskaplig metod.